# Trollfabrik
En trollfabrik är en organisering av nättroll och bloggare som har till uppgift att sprida propaganda eller medvetet vilseledande påståenden på Internet.

## Verksamhet
Trollfabriker är ofta finansierade av en stat och är ett led i informationspåverkan. Personerna som arbetar som propagandatroll får betalt för att med olika digitala identiteter föra ut uppdragsgivarens åsikter i sociala medier. Syftet är att ge sken av att det finns en kraftig opinion i någon fråga. Genom att vara aktiva i sociala medier och andra forum utger sig medlemmarna i trollfabriken för att vara vanliga privatpersoner. Till skillnad från vanliga internettroll brukar trollfabrikernas skribenter inte vara provokativa, utan de vill snarare framstå som trovärdiga personer.

### Exempel

#### Ryssland/Putin
Exempel på fenomenet finns bland annat i Sankt Petersburg i Ryssland, där trollfabriken Internet Research Agency ägnar sig åt att hylla den ryske presidenten Vladimir Putin och att smutskasta USA och Ukraina. De anställda propagandatrollen sprider i hemlighet kontinuerligt Putins ståndpunkter och världsbild genom inlägg och kommentarer i sociala medier. Företaget var mycket aktivt inför presidentvalet i USA 2016 och kom sedan att bli aktuella i utredningen i USA om rysk inblandning i valen 2016. Vidare har företaget även legat bakom flera falska ukrainska nyhetssajter som spridit positivt vinklade nyheter om Ryssland, utan egna journalister på plats i Ukraina.
Det finns exempel på när personer som skrivit negativt om Ryssland på nätet överösts av argumenterande kommentarer producerade av avlönade propagandatroll för att påverka opinionen inom och utom Ryssland. Det är dock inte bara i Ryssland som trollfabriker existerar. Det finns exempel på företag i Makedonien som avslöjats med att sprida lögner i form av fejknyheter för att tjäna pengar. 

#### Sverige
År 2017 belönades den svenska journalisten Mathias Ståhle med Guldspaden för sitt granskande reportage om nätverket Granskning Sverige, som har kallats för en svensk trollfabrik.
2018 avslöjade SVT att två medarbetare på Socialdemokraternas partikansli spridit satir om Sverigedemokraterna via anonyma konton.
I maj 2024 avslöjade TV4:s Kalla fakta att de Tidökritiska Facebooksidorna Samtidigt i Sverige och Sverige inför verkligheten i själva verket drevs att det socialdemokratiska dotterbolaget Aktuellt i Politiken, utan att det tydligt framgick att det var Socialdemokraterna som låg bakom sidorna.
Samma period sände Kalla fakta även programmet Undercover i trollfabriken där det framgick att tre anställda på Sverigedemokraternas kommunikationsavdelningen  på arbetstid publicerat innehåll via anonyma konton. Även YouTube-kanalen Riks kritiserades för bristande tydlighet i kopplingen.

#### USA
2014 avslöjades att den kubanska mikrobloggtjänsten ZunZuneo(en) i själva verket drevs av United States Agency for International Development i syfte att underminera den kubanska regeringen.

## Nyord
Ordet trollfabrik kom med på Språkrådets nyordslista 2015.